# Gustav Robert Kirchhoff
Gustav Robert Georg Kirchhoff (Königsberg, 12 marzo 1824 – Berlino, 17 ottobre 1887) è stato un fisico e matematico tedesco.

## Biografia
Gustav Kirchhoff nacque il 12 marzo 1824 a Königsberg, nella Prussia orientale (oggi Kaliningrad, in Russia), figlio dell'avvocato Friedrich Kirchhoff e di Johanna Henriette Wittke. Si formò presso la Albertus-Universität di Königsberg, dove ebbe l'opportunità di ascoltare le lezioni di Carl Gustav Jacob Jacobi, Franz Ernst Neumann e Friedrich Julius Richelot; dopo aver conseguito la laurea nel 1847, si trasferì a Berlino, dove rimase fino a quando non ottenne una cattedra all'università di Breslavia nel 1850. Successivamente, nel 1857, Kirchhoff si invaghì di Clara Richelot, la figlia del suo professore di matematica Richelot: il matrimonio, che si rivelerà molto felice e sarà coronato dalla nascita di cinque figli, fu celebrato nel 1857. Rimasto vedovo nel 1869, Kirchhoff avrebbe poi sposato Luise Brömmel nel 1875.
Assai significative furono le ricerche condotte da Kirchhoff in tutti i settori delle scienze fisiche. Nel 1845, due anni prima del conseguimento della laurea, individuò delle leggi per calcolare le correnti e le differenze di potenziale in un circuito elettrico, oggi dette appunto «leggi di Kirchhoff»; si interessò di termodinamica ed entalpia, giungendo a formulare la cosiddetta «equazione di Kirchhoff» ed i due principi fondamentali della termodinamica. Chiamato all'università di Heidelberg nel 1854, qui creò con Robert Bunsen (già conosciuto quattro anni prima a Breslavia) lo spettroscopio, dando così concretamente avvio alla branca della spettroscopia: sempre con Bunsen inoltre scoprì due nuovi elementi, il cesio (1860) e il rubidio (1861), con l'aiuto dell'analisi spettrale. Speciale menzione meritano anche le ricerche sulle linee di Fraunhofer (1859), la risoluzione completa (1882) delle equazioni di Maxwell dell'elettromagnetismo, la sua legge sui poteri emissivi (1860) e le sue ricerche sul principio di Huygens, e nel campo dell'elasticità.
Gustav Kirchhoff morì a Berlino il 17 ottobre 1887; fu sepolto nel cimitero di St Matthäus Kirchhoff a Schöneberg, in un sepolcro collocato a pochi metri dalla tomba dei fratelli Grimm.

## Produzione scientifica

### Leggi sui circuiti
Rivelando come esprimere la conservazione della carica e dell'energia in un circuito chiuso, Kirchhoff elaborò due leggi per misurare le correnti e le differenze di potenziale in un circuito elettrico qualsiasi:
1. Legge dei nodi: la somma algebrica delle intensità di corrente nei rami facenti capo allo stesso nodo deve essere uguale a zero.
2. Legge delle maglie: la somma algebrica di tutte le differenze di potenziale lungo una maglia di un circuito deve essere uguale a zero.

### Leggi sulla spettroscopia

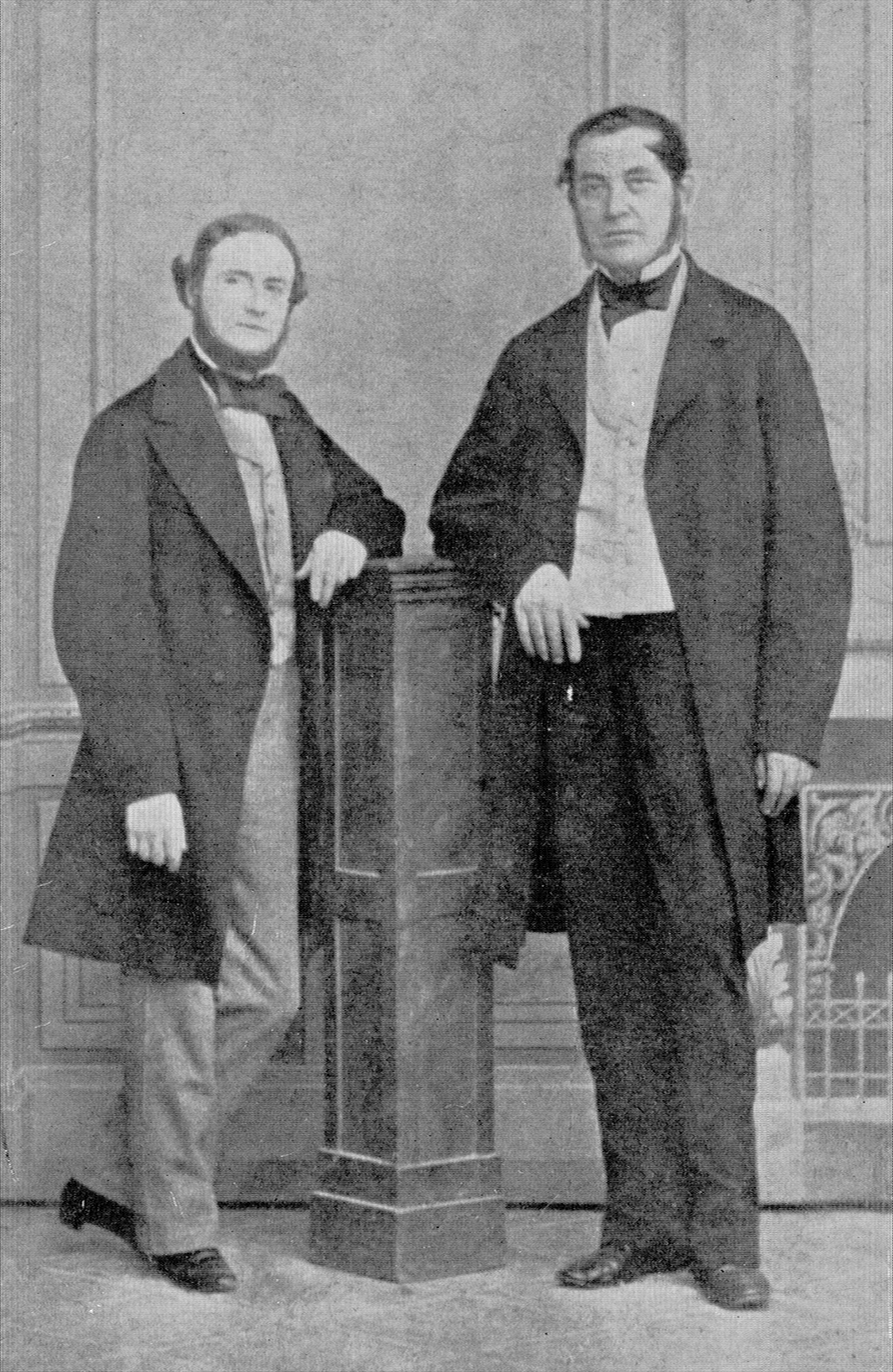
Kirchhoff (a sinistra) in compagnia di Robert Bunsen (a destra)

Kirchhoff elaborò anche tre «leggi della spettroscopia» che spiegano le modalità di interazione tra la luce e la materia, le cosiddette «leggi della spettroscopia». Le riportiamo di seguito:
1. Prima legge: un corpo solido, liquido o un gas denso, portati all'incandescenza, emettono radiazioni a tutte le lunghezze d'onda dando uno spettro continuo come nel caso del corpo nero, materiale che emette una radiazione contenente tutte le lunghezze d’onda;
2. Seconda legge: un gas rarefatto incandescente dà uno spettro di emissione discreto (cioè a righe) emettendo radiazioni a determinate lunghezze d’onda tipiche degli elementi o dei composti presenti nel gas;
3. Terza legge: un gas rarefatto, di fronte a una sorgente di radiazione continua a temperatura maggiore dà uno spettro di assorbimento a righe alle stesse lunghezze d’onda presenti nello spettro di emissione.

Quando Kirchhoff stese queste leggi non era ancora a conoscenza dei livelli energetici presenti negli atomi, che verranno ipotizzati solo nel 1913 con il modello atomico di Bohr.

### Opere
Gustav Kirchhoff è l'autore dei Vorlesungen über mathematische Physik, una raccolta delle sue lezioni di fisica e matematica che ebbe vasta eco nella generazione di scienziati immediatamente successiva. I Vorlesungen sono composti da quattro volumi che riguardano rispettivamente la meccanica, l'ottica, il magnetismo e la teoria del calore, tutti fenomeni illustrati secondo il personale approccio didattico di Kirchhoff che mirava a spiegare la fisica matematica nel modo concettualmente più semplice.